# Ейхманс Федір Іванович
Е́йхманс Фе́дір Іва́нович (лат. Teodors Eihmans, рос. Фёдор Иванович Эйхманс; нар. 25 квітня 1897, село Вец-Юдуп, Курляндська губернія, Російська імперія — пом. 3 вересня 1938, розстрільний полігон «Комунарка», Московська область) — співробітник ВЧК-ОДПУ-НКВД СРСР. Перший комендант Соловецького табору особливого призначення (СЛОН). Начальник ГУЛАГ-ОГПУ в квітні–червні 1930 року, один з організаторів сталінських репресій. 

## Ранні роки
Народився в селі Вец-Юдуп Курляндської губернії (нині — Латвія), в сім'ї торговця. Освіта — вища: закінчив Ризький технічний університет, згодом — Ризьке вище військово-політичне училище.
У складі дивізії латиських стрільців брав участь у Першій світовій війні, після поранення навесні 1917 демобілізувався. Працював слюсарем на одному з петроградських заводів. У 1917 році вступив в РСДРП. З 1918 року — співробітник Петроградської ЧК.

### Кар'єра в органах безпеки
У вересні 1920 року, з перенесенням військових дій Червоної армії в Середню Азію, Ейхманс призначається в особливий відділ Туркестанського фронту на посаду начальника активної частини, потім — начальником Казалінського відділення ЧК. Учасник Громадянської війни в Туркестані, працював в ЧК Туркестану помічником Гліба Бокого. З 1922 року — начальник 2-го відділення Східного відділу ГПУ, який відповідав за боротьбу з контрреволюційною діяльністю на Середній Азії і Середньому Сході.
Перед Ейхмансом ставилося завдання «знищити феодальні пережитки», за чим фактично стояло руйнування традиційного для мусульман і кочівників укладу життя. Ейхманс основним методом «радянізації» обрав масове захоплення заручників і їх вбивство при спробах населення не підкоритися більшовицькій адміністрації. Серед місць найбільш масових розстрілів, організованих Ф. І. Ейхмансом, міста Самарканд, Ургенч, Бухара і Хіва.
З 12 жовтня 1923 року займав посаду начальника управління Соловецького табору особливого призначення ОГПУ СРСР. З травня 1930 року —начальник 3-го відділення Спецвідділу ОГПУ при Раді народних комісарів СРСР, що курувало Соловецький табір. Протягом квітня–червня 1930 року — начальник управління таборів ОГПУ СРСР. 16 липня 1930 року був звільнений з посади, проте вже 13 липня 1930 року був назначений начальником Вайгацької експедиції ОГПУ з пошуків руд корисних металів на острові Вайгач в Північному Льодовитому океані.
З 1931 року — заступник начальника спецвідділу ОГПУ, в 1932–1937 — заступник начальника 9-го відділу під керівництвом Бокія, начальник 3-го відділення 9-го відділу Головного управління держбезпеки НКВС СРСР. Відділення з трьох чоловік вело шифрувальні роботи і керувало криптографією, організовувало шифрозв'язок із закордонними представництвами СРСР. Одночасно займав посаду заступника начальника спецвідділу.
9 грудня 1935 отримав звання майора державної безпеки СРСР.

### Арешт і страта
22 липня 1937 року заарештований як «спільника ворога народу Бокія». Разом з тим Ейхманса було звинувачно у «троцькизмі» і внесено до Сталінського розстрільного списку від 20 серпня 1938 року (список № 3 — «Колишні співробітники НКВС») за 1-ю категорією («за» Сталін і Молотов). 
Засуджений Воєнною колегією Верховного суду СРСР до розстрілу 3 вересня 1938 року за статтями 58-6 («шпигунство»), 58-8 («терористичні наміри») і 58-11 («участь в антирадянській організації в органах НКВС») кримінального кодексу РРФСР. Розстріляний того ж дня разом із майором держбезпеки В. П. Кареліним, капітаном Д. А. Білогірським, капітаном Н. Д. Піком та іншими на розстрільному полігоні «Комунарка».
Посмертно реабілітований Воєнною колегією Верховного суду СРСР 25 липня 1956 року.

## Нагороди
- Відзнака «Почесний співробітник держбезпеки (V)».